# Aline Ortolan
Aline Ortolan (Campinas, 29 de setembro de 1984) é uma jornalista, tradutora e analista linguística brasileira. Começou a carreira como atriz em 1998, a qual não deu continuidade depois de 2003, quando decidiu estudar jornalismo – profissão na qual se formou em 2008. Desde 2011 mora na Irlanda, onde trabalha como tradutora.

## Carreira
Em 1998 estreia na televisão no seriado Sandy & Júnior, da Rede Globo, interpretando Teca, uma das melhores amigas de Sandy, que sempre era interessada no universo das artes e tentava ajudar em causas sociais. Em 2002, quando o seriado mudou-se para o Rio de Janeiro para a fase de faculdade, Aline acabou não continuando no elenco, finalizando sua participação após três temporadas. Naquele ano entra no elenco de Turma do Gueto, da Rede Record, como Kelly, uma estudante e moradora do morro onde se passava a série, ficando em duas das quatro temporadas. Em 2006, durante o segundo ano de faculdade, ingressou no telejornal TVB Notícias, da TVB Campinas, ficando como repórter por cinco anos. Entre 2007 e 2008 também foi assessora de imprensa doLaboratório Nacional de Luz Síncrotron. Em 2011 se muda para a Irlanda e passa a trabalhar como tradutora na Keywords Studios, uma das grandes produtoras de jogos eletrônicos do país. Em 2013 é contratada pela ChilliStore Technologies, empresa responsável pela tradução de livros e documentos internacionais. Em 2016 começa a trabalhar como tradutora e analista linguística na 101 Domain.

## Vida pessoal
Em 2005 Aline passou no vestibular para jornalismo na Pontifícia Universidade Católica de Campinas (PUC-Campinas), onde veio a se formar em 2008. Em 2011 se mudou para a Irlanda, onde ingressou em administração pelo National College of Ireland, formando-se em 2013. Em 2014 cursou inglês em Rathmines College of Further Education. Aline é fluente em inglês, italiano, espanhol e francês.

## Filmografia
| Ano     | Título         | Personagem    | Nota          |
| ------- | -------------- | ------------- | ------------- |
| 1998–01 | Sandy & Junior | Tereza (Teca) | Temporada 1–3 |
| 2002–03 | Turma do Gueto | Kelly         | Temporada 1–2 |
| 2006–11 | TVB Notícias   | Repórter      |               |